# Khẩu trang y tế

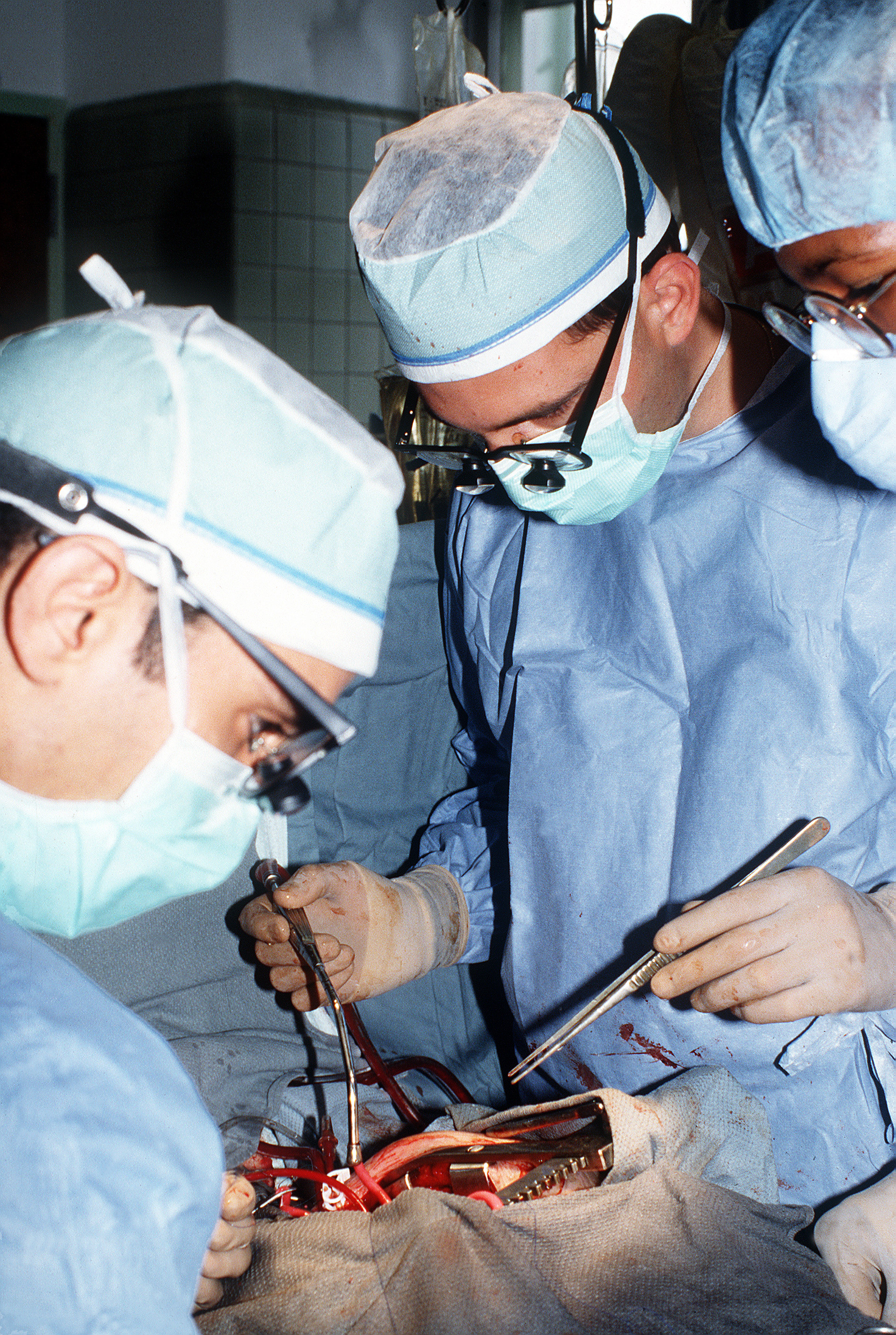
Các bác sĩ đang đeo khẩu trang trong một ca mổ

Khẩu trang y tế là một loại mặt nạ bảo vệ được sử dụng để bịt vùng mặt (thường là mũi, miệng) để ngăn ngừa bảo vệ người đeo khỏi bị lây nhiễm các loại vi khuẩn, dịch bệnh, bụi bặm thông qua đường hô hấp. Khẩu trang y tế được sử dụng nhiều trong các cơ sở y tế, cung cấp cho các bác sĩ, y tá, điều dưỡng viên, giám định pháp y...
Đặc biệt là những người làm công việc phẫu thuật. Chỉ định chung trong việc sử dụng khẩu trang phẫu thuật tiêu chuẩn gồm:
- Khi có tình trạng văng, bắn, phun các chất dịch cơ thể
- Khi ở gần các chất tiết từ khoảng cách 1.5 mét trở xuống
- Khi làm việc trong môi trường vô trùng, để tránh lây nhiễm cho môi trường

Khẩu trang y tế có ba tác dụng chính là ngăn bụi, ngăn hóa chất (kể cả khói xe) và ngăn vi sinh vật. Khẩu trang ngăn vi sinh vật phải được sản xuất bằng những nguyên liệu và công nghệ đặc biệt.
Mặc dù vật liệu làm khẩu trang y tế có thể lọc một số loại vi-rút và vi khuẩn bằng cách giữ lại khí dung lơ lửng trong không khí hít vào, nhưng chúng chỉ bảo vệ một phần khỏi các bệnh lây truyền qua không khí do các cạnh của khẩu trang và khuôn mặt của người đeo thường lỏng lẻo.

## Lịch sử

### Thời kỳ đầu

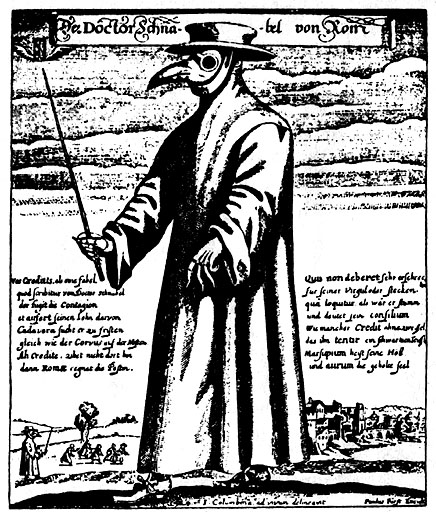
Khẩu trang mỏ chim phòng bệnh dịch hạch

Dựa vào những ghi chép của nhà thám hiểm người Italy là Marco Polo, khi đến Trung Quốc vào thế kỷ 13 rồi khi được một vị quan lớn nhà Nguyên mời dự yến tiệc, Marco Polo thấy những người hầu đều đeo quanh miệng một mảnh vải lụa mà theo giải thích là nhằm ngăn không cho hơi thở của họ bám vào thức ăn. Tuy nhiên, loại "khẩu trang" này chỉ xuất hiện ở những nơi quyền quý, và hoàn toàn không có mục đích phòng ngừa bệnh tật, tương tự khẩu trang vải hiện nay.
Năm 1619, lúc những bệnh nhân đầu tiên mắc bệnh dịch hạch ở Pháp rồi sau đó nhanh chóng lan sang các quốc gia láng giềng như Italy, Tây Ban Nha, Đức... do y học chưa hiểu biết tường tận về nguyên nhân gây bệnh cũng như cơ chế lây truyền, mà chỉ biết rằng nó phát xuất từ loài Chuột đen. Bác sĩ Charles de Lorme làm việc tại Bệnh viện St Louis, Paris, Pháp. Nhận thấy khá nhiều đồng nghiệp của ông bị lây khi tham gia những ca mổ tử thi để tìm hiểu lý do dẫn đến tử vong nhưng do y học chưa phát triển nên Charles de Lorme nghĩ rằng cái mùi "tử khí" bốc ra từ xác chết là nguyên nhân, trong lúc thực tế thì các bác sĩ bị nhiễm đều là những người đã tiếp xúc với xác chết ngay khi họ vừa chết được 1, 2 tiếng đồng hồ, xác chưa bị phân hủy. Vì vậy Charles de Lorme tin rằng cần phải cách ly mũi của bác sĩ khỏi mùi "tử khí".
Sau nhiều ngày nghiên cứu, Charles de Lorme cho ra đời chiếc khẩu trang đầu tiên của nhân loại. Nó làm bằng những thanh gỗ thông vót mỏng, uốn thành hình cái mỏ của một con chim. Bên ngoài mỏ, Charles de Lorme bọc vải lanh rồi cho vào trong một số thảo mộc tỏa ra mùi thơm. Khi tiến hành phẫu thuật tử thi, bác sĩ đeo khẩu trang "mỏ chim" cùng với một cặp kính, gọng làm bằng đồng rồi mặc một chiếc áo choàng dài tới gót chân, có mũ trùm kín đầu. Thế nhưng hiện tượng nhiễm bệnh vẫn không chấm dứt bởi lẽ mãi về sau này, người ta mới hiểu nguyên nhân lây truyền bệnh dịch hạch phát xuất từ Bọ chét chuột phương Đông, sống bằng cách hút máu động vật lẫn con người nên khi bệnh nhân chết, máu đông lại, cơ thể không còn nóng, bọ chét phải tìm một nguồn nuôi dưỡng khác. Bác sĩ mổ tử thi khi ấy chính là vật chủ bởi lẽ họ không mang găng tay, áo choàng không ngăn được những con bọ chét bám vào.

### Thời kỳ phát triển
Đầu thế kỷ 17, bác sĩ Collin Mayer, làm việc tại bệnh viện St George, bang Alabama nghĩ ra một loại khẩu trang khác. Lúc ấy, khá nhiều nô lệ da đen làm việc tại các đồn điền trồng cây bông vải trong bang mắc bệnh thủy đậu. Sau nhiều ngày theo dõi, bác sĩ Collin Mayer nhận thấy bệnh lây khi người bệnh ho, hắt hơi hoặc nói chuyện. Vì thế, ông may một cái túi bằng vải, có khoét 2 lỗ cho hai con mắt. Mỗi khi thăm khám, ông trùm cái "khẩu trang" này vào đầu cùng với một cặp kính. Kết quả là bác sĩ Collin Mayer không nhiễm bệnh nhưng con số nô lệ da đen bị nhiễm vẫn tăng lên mà nguyên nhân là bệnh thủy đậu - ngoài lây theo đường hô hấp - nó còn lây qua việc sử dụng chung những đồ dùng cá nhân, hoặc ăn uống chung với người đã nhiễm bệnh.
Bước sang thế kỷ 19, năm 1827, bác sĩ người Tây Ban Nha Fernandez Carlos thiết kế chiếc khẩu trang dựa theo hình dáng của Hijab mà phụ nữ Hồi giáo dùng để che mặt.
Năm 1897, phát triển từ mẫu khẩu trang của bác sĩ Fernandez Carlos, nhà Vi khuẩn học người Đức là Carl Flugge và Bác sĩ phẫu thuật người Pháp Paul Berger thay miếng vải bằng miếng băng vết thương hình chữ nhật với 6 lớp. Nhưng giống như chiếc khẩu trang của bác sĩ Fernandez Carlos, loại khẩu trang của Carl Flugge và Paul Berger cũng có phần trên buộc vòng qua đầu còn phần dưới may dính vào áo măng tô. Vì vậy, tác dụng ngăn ngừa nhiễm khuẩn của nó không hiệu quả lắm.
Năm 1899, chiếc khẩu trang tiến thêm một bước nhưng lần này đơn giản hơn: Mỗi khi khám bệnh, các bác sĩ người Mỹ dùng một miếng băng vết thương dài khoảng 40 cm, ngang 10 cm, chính giữa có thêm 04 gạc, cuốn quanh miệng và mũi rồi buộc lại ở phía sau gáy. Sử dụng xong, nó được mang đi giặt ngay nhưng hầu hết bác sĩ đều cho rằng nó gây khó thở nếu phải đeo nó trong những ca khám bệnh kéo dài.
Đến Đại dịch cúm 1918, các bác sĩ Anh quốc chế ra loại khẩu trang chỉ che kín phần miệng. Nó gồm một cuộn băng vết thương, buộc túm 2 đầu rồi buộc dây vòng qua gáy. Tất cả mọi người dù nhiễm bệnh hay không, mỗi khi ra đường đều phải đeo. Đó cũng là chiếc khẩu trang phổ thông đại chúng đầu tiên. Người dân Anh gọi nó một cách khôi hài là "xúc xích trắng" vì nhìn nó giống như xúc xích, nhất là nó lại nằm ở ngang miệng. Cho đến đầu năm 1919, cả châu Âu và Hoa Kỳ hầu như đều sử dụng loại khẩu trang "xúc xích" này. Thế nhưng, chỉ một thời gian ngắn, các bác sĩ Hoa Kỳ nhận ra rằng mỗi khi muốn ho hay khạc nhổ, người ta phải kéo cái "xúc xích" ra khỏi miệng và như vậy, nguy cơ lây truyền vẫn hiện hữu. Bên cạnh đó, sự hắt hơi cũng có thể phát tán mầm bệnh nên lần này, Hoa Kỳ cho ra đời chiếc khẩu trang chỉ che kín phần mũi. Lúc bấy giờ, khẩu trang may bằng hai lớp vải cotton, còn màu sắc thì tùy theo ý thích của người dùng. Nó được phủ một lớp keo ở mặt ngoài để tạo hình chóp nón và có độ cứng. Nó có 4 sợi dây ở hai bên để đeo vòng qua tai. Điều bất tiện là khi giặt để tái sử dụng, lớp keo trôi hết nên phải hồ lại nhưng không phải nhà ai cũng có sẵn keo và biết cách hồ. Vì thế, cứ vài ngày một lần, họ gom tất cả khẩu trang của những người trong gia đình rồi mang ra những cửa hàng chuyên hồ khẩu trang, chưa kể nếu gặp nước hoặc đi ngoài mưa, keo tan ra gây dính, nhớp, bụi bám vào lớp keo ướt.

### Thời kỳ hoàn thiện
Năm 1930, khi ngành Nhựa phát triển, khẩu trang được làm bằng nhựa trong suốt. Suốt một thập niên, ngoài những người ở ngành y thì loại khẩu trang này rất phổ biến trong giới đi xe phân khối lớn. Nó vừa ngăn được bụi, lại vừa không làm giảm tầm nhìn, dễ dàng chùi rửa nhưng người đeo sẽ thấy khó thở vì nó quá kín. Và bởi vì lớp nhựa rất mỏng, dễ bị biến dạng khi đeo nên nó còn có một chiếc đai kim loại ràng quanh khiến nó khá nặng nề. Để cải tiến, các nhà chế tạo để hở phần dưới cằm cho không khí dễ dàng lưu thông nhưng nó lại hạn chế việc ngăn ngừa vi khuẩn xâm nhập qua đường hô hấp.

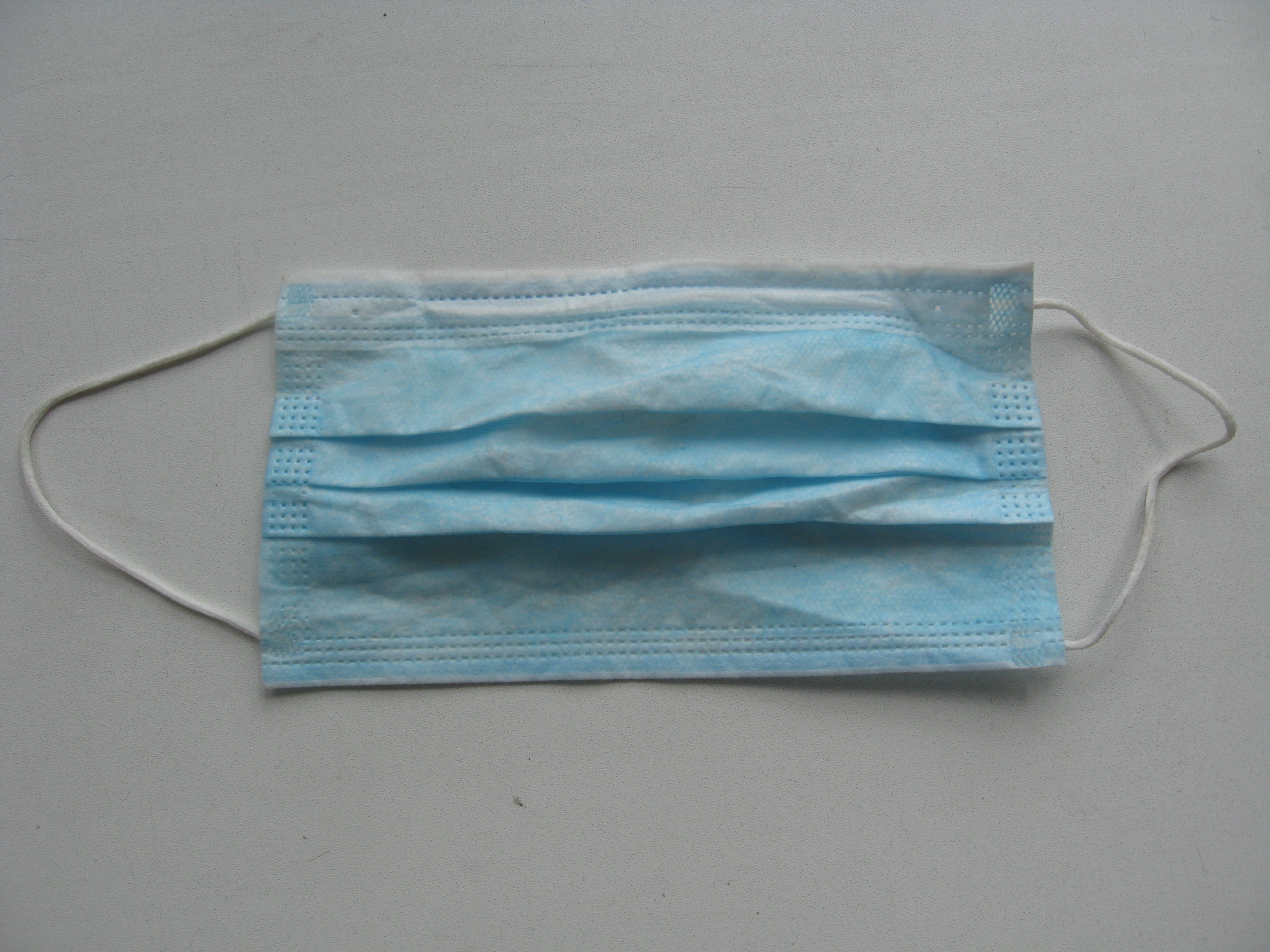
Khẩu trang 3 lớp điển hình

Năm 1947, Vải không dệt ra đời. Từ loại vải không dệt này, chiếc khẩu trang y tế có cấu tạo và hình dạng như ngày nay.
Ngày nay các loại khẩu trang y tế được phổ biến thông dụng và rẻ tiền người dân có thể tự trang bị để phòng chống các đại dịch. Khẩu trang y tế hiện nay thường là loại dùng một lần rồi bỏ.

## Một số khuyến cáo
Ở Việt Nam có không ít loại khẩu trang bày bán ở các vỉa hè được may từ những loại vải mốc meo, mút phế liệu và chưa được xử lý giặt tẩy, chứa vô số vi khuẩn đe dọa sức khỏe người sử dụng. Nhiều nơi khẩu trang là từ nguyên liệu là các loại rác thải bằng vải và không đạt chất lượng. Đặc biệt, đa số các loại khẩu trang được bày bán hiện nay đều có thiết kế không ôm sát phần mũi và miệng người đeo, tạo ra những kẽ hở để vi khuẩn xâm nhập. Vì thế khẩu trang chỉ giúp tránh được bụi phần nào chứ không tránh được các loại vi khuẩn.
Khi mang khẩu trang phải kín cả mũi và miệng. Nếu không thì bụi, hóa chất, vi sinh vật không đi qua bộ phận lọc mà len theo kẽ hở vào thẳng mũi và miệng, chạy sâu vào phổi. Đối với loại khẩu trang đeo sát mũi thì bụi, hóa chất và vi sinh vật vẫn có khả năng thâm nhập vào cơ thể qua đường miệng, cho dù mức độ thấp hơn.
Nhiều người có thói quen mua khẩu trang dọc đường rồi sử dụng ngay hoặc treo, móc khẩu trang trên xe, bỏ trong túi áo quần... khiến khẩu trang nhiễm thêm vi sinh vật gây hại do bụi, ẩm, mốc, mùi hôi... Không loại trừ trường hợp bị tái viêm mũi do sử dụng khẩu trang đã nhiễm vi khuẩn trước đó. Do vậy, đối với khẩu trang làm bằng vải thông thường phải giặt sạch sau khi mua. Khi đã sử dụng thì nên giặt mỗi ngày.